# Arcoscalpellum formosum
Arcoscalpellum formosum är en kräftdjursart som först beskrevs av Hoek 1907.  Arcoscalpellum formosum ingår i släktet Arcoscalpellum och familjen Scalpellidae. Inga underarter finns listade i Catalogue of Life.